# HD 79621
HD 79621，又名CD-46 5010，SAO 220965、HR 3670，是一颗恒星，视星等为5.92，位于銀經269.46，銀緯0.87，其B1900.0坐标为赤經9h 10m 3.7s，赤緯-46° 0.87′ 31″。